# Pott Shrigley
Pott Shrigley is een civil parish in het bestuurlijke gebied Cheshire East, in het Engelse graafschap Cheshire met 269 inwoners.